# Rostsidig flugsnappare
Rostsidig flugsnappare (Sholicola major) är en hotad fågel i familjen flugsnappare inom ordningen tättingar. Den förekommer endast i bergsområden i sydvästra Indien.

## Kännetecken

### Utseende
Rostsidig flugsnappare är en liten (14 cm) fågel med huvud, hals och ovansida enfärgat i mörkt skifferblå. Buken är vit centralt med rostfärgade flanker och undre stjärttäckare. Liknande nära släktingen keralaflugsnapparen har skifferblå flanker, vita undre stjärttäckare och vitt ögonbrynsstreck.

### Läte
Den relativt korta sången består av gälla visslingar och hårdare toner, ibland med härmningar av andra fåglar. Bland lätena hörs en inåtandande vissling och sträva skallrande ljud.

## Utbredning och systematik
Fågeln förekommer i sydvästra Indien, i Västra Ghats i södra Karnataka och Nilgiri Hills. Den behandlas som monotypisk, det vill säga att den inte delas in i några underarter. Tidigare behandlades keralaflugsnappare som en underart till major.

### Släktestillhörighet
Taxonomin kring arten har varit omstridd. Tidigare fördes den till kortvingarna i Brachypteryx alternativt näktergalssläktet Myiomela, men sentida studier visar att rostsidig flugsnappare tillsammans med keralaflugsnappare snarare står närmare flugsnapparna i Cyornis. Dessa har därför lyfts ut till ett eget släkte, Sholicola.

## Levnadssätt
Rostsidig flugsnappare hittas i undervegetation i skog på mellan 900 och 2100 meters höjd. Den är tillbakadragen och skygg, krypande genom vegetationen och kring lågor, förmodligen på jakt efter små insekter. Arten häckar i april–maj. Boet är en prydlig skål av mjuk mossa som placeras i ett hål i en slänt, en trädstam eller en stubbe. Däri lägger den två till tre ägg.

## Status
Rostsidig flugsnappare har ett litet utbredningsområde och tros minska i antal till följd av habitatförändringar, med möjliga kraftigare minskningar i framtiden prognosticerade till följd av klimatförändringar. Den anses dock inte vara begränsad till några få lokaler och minskningstakten är relativt långsam. IUCN kategoriserar den som nära hotad.

## Namn
Fågeln har på svenska tidigare kallats vitbukad kortvinge och nilgirinäktergal.